# 達爾金人
達爾金人（達爾金語：Дарганти）是東北高加索地區的一個民族，主要分布在俄羅斯聯邦達吉斯坦共和國境內，根據2002年的普查，人口約51萬。本民族語言達爾金語屬于高加索語系。

## 宗教信仰
達爾金人幾乎全民信仰遜尼派伊斯蘭教。